# Bombardamento di Wieluń
Il bombardamento di Wieluń è considerato da molti il primo grande atto della seconda guerra mondiale e della campagna di settembre. Le unità aeree della Luftwaffe si spostarono nello spazio aereo polacco nelle prime ore del mattino del primo settembre, raggiungendo all'incirca alle 4:40 la città di Wieluń, dove vennero condotti i primi attacchi sulla città, un totale di 46000 kg di bombe vennero sganciate su obiettivi civili per nove ore consecutive. Altrove, la battaglia della Westerplatte e la difesa di Danzica iniziarono più o meno nello stesso momento (4:45), dando inizio alla coordinata invasione della Polonia.
Situata vicino al confine tedesco, la città di Wieluń era completamente indifesa, priva di capacità antiaerea e di una guarnigione. Nonostante Wieluń non avesse difese militari, gli attacchi aerei continuarono. I rapporti dell'intelligence tedesca affermarono che una brigata di cavalleria polacca era stanziata nella città. La Luftwaffe bombardò le vicine città di Działoszyn, Radomsko e Sulejów, anch'esse prive di difese militari.
L'attacco alla città è stato descritto come il primo crimine di guerra commesso dalla Germania nella seconda guerra mondiale. Secondo quanto riferito, la Luftwaffe aveva bombardato un ospedale "chiaramente segnalato" e mitragliato i civili in fuga. In seguito, sono state segnalate circa 127 vittime civili, ma il numero esatto rimane sconosciuto. Il 70% della città, del quale il 90% appartiene al centro di essa, fu distrutto.

## Il tempismo
L'ora esatta in cui le prime bombe caddero su Wieluń la mattina del 1º settembre 1939 è stata oggetto di dibattito, in particolare in riferimento alle affermazioni secondo cui il bombardamento della città fu il primo atto palese della seconda guerra mondiale, precedendo di cinque minuti quello della Westerplatte alle 4:45, che è stato tradizionalmente considerato l'inizio del conflitto mondiale.
L'ora indicata dalla maggior parte delle fonti polacche è 4:40, ma questa è una media dei resoconti di testimoni oculari su varie fasi del bombardamento. 
Lo storico polacco Tadeusz Olejnik riporta una serie di resoconti delle prime bombe cadute già alle 4:30. Un altro storico polacco, Jan Książek, ha descritto le 4:40 come "sicuramente confermate".
Fonti tedesche riportano l'ora alle 5:40, sulla base dei documenti di volo tedeschi (Startzeit: 5.02, Angriffzeit: 5.40, Landezeit: 6.05: decollo alle 5:02, attacco alle 5:40, atterraggio alle 6:05). La differenza delle 4:40 rispetto alle 5:40 è stata attribuita da diversi giornalisti, come Joachim Trenkner ad una differenza di orario estivo tra la Polonia e la Germania.
Altri storici, come Grzegorz Bębnik, non sono d'accordo sul fatto che ci fosse una differenza di fuso orario; Bębnik cita anche un resoconto di un testimone oculare che indica l'ora dell'attacco come "poco prima delle 6 del mattino" ed osserva che le testimonianze oculari sono probabilmente inaffidabili poiché vennero raccolte nel 1961, ovvero due anni dopo quando venne affissa una targa commemorativa in città, che indicava le 4:40, per cui i testimoni oculari sono stati probabilmente influenzati dalla lastra, che ha "corretto" i loro ricordi.
Nel 2004 l'Istituto della memoria nazionale polacco ha dichiarato che non c'era differenza di fuso orario tra la Polonia e la Germania e ha indicato l'ora del bombardamento iniziale alle 5:40.
Anche se l'ora 4:40 fosse corretta, diversi storici identificano la prima azione della guerra come il bombardamento del ponte chiave di Tczew nel Corridoio di Danzica da parte di bombardieri del I gruppo Sturzkampfgeschwader 76 intorno alle 4:30.

## Gli eventi

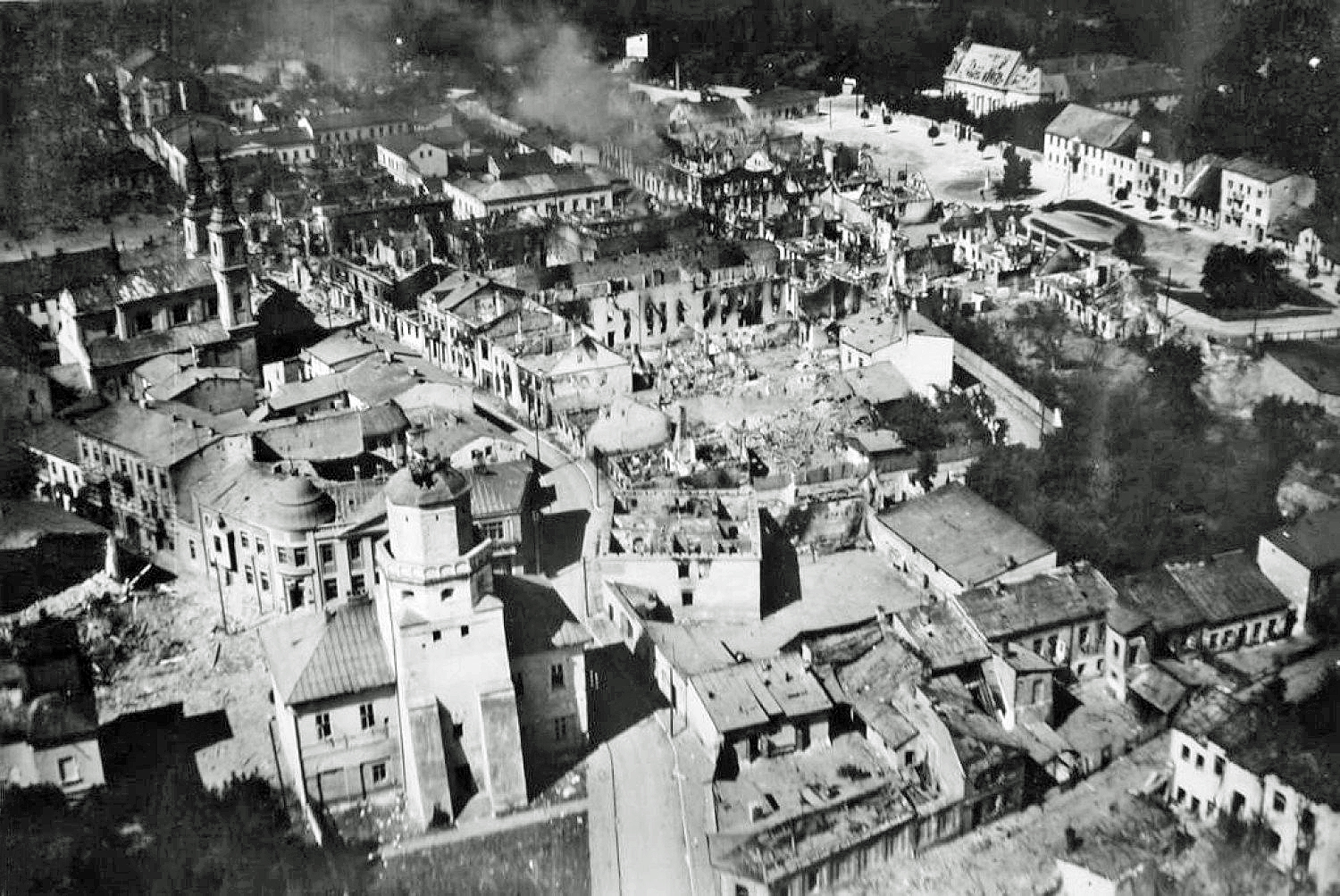
Veduta aerea di una parte della città il 1º settembre

Il 1 settembre 1939, 29 Junkers Ju 87B Stukas del I gruppo Sturzkampfgeschwader 76, al comando del capitano (hauptmann) Walter Sigel, decollarono dall'aeroporto di Nieder-Ellguth. Mezz'ora dopo raggiunsero Wieluń incontrastati e sganciarono 29 bombe da 500 chilogrammi e 112 bombe da 50 chilogrammi.
Uno dei primi luoghi colpiti fu l'ospedale, che probabilmente aveva i simboli della Croce Rossa; 32 persone nell'ospedale vennero uccise.
Dopo che l'ospedale iniziò a bruciare, i piloti tedeschi mitragliarono i pazienti che cercavano di fuggire dall'edificio. Nel giro di un'ora tutti i 29 aerei atterrarono a Nieder-Ellguth, dove Sigel non riferì "nessuna osservazione degna di nota del nemico". I piloti tedeschi riferirono di "cieli blu" durante l'attacco e fornirono descrizioni dettagliate degli edifici bombardati. Dopo l'attacco iniziale, i piloti tedeschi non segnalarono alcuna presenza nemica a Wieluń. Due aerei da ricognizione Dornier Do 17 che avevano sorvolato l'area tra le 4:50 e le 5:02 in cerca di unità militari polacche, riferirono di averne localizzate diverse, la più vicina alla città si trovava in una foresta a 12 chilometri (7,5 mi) a sud-ovest di Wieluń.
Diverse altre ondate bombardarono la città; le fonti variano per quanto riguarda il numero. Una di queste ultime ondate, descritta da Piątkowski come la seconda, di bombardieri Stuka del I./Sturzkampfgeschwader 77, era comandata dal capitano Friedrich-Karl Freiherr von Dalwigk zu Lichtenfels. Książek descrive la seconda ondata, che bombardò la città alle 5:08 (o 6:08, secondo l'IPN, che non nomina il suo comandante, solo l'unità: I/StG 77), come comandata dal capitano von Schönborn, parimenti del Sturzkampfgeschwader 77. Il II./Sturzkampfgeschwader 77 era effettivamente comandato dall'hauptmann Clemens Graf von Schönborn-Wiesentheid.
Alle 13:00 (o alle 14:00) una terza ondata di 29 Stuka dello Sturzkampfgeschwader 2, comandata dal maggiore Oskar Dinort da Nieder-Ellguth, colpì Wieluń. Tuttavia, Bębnik scrive che la terza ondata, comandata dal maggiore Dinort, bombardò la città intorno alle 8:00 e alle 9:00 Questa venne seguita da una quarta ondata verso le 14:00, comandata da Günter Schwartzkopff, di 60 Ju 87 Stukas del I./Sturzkampfgeschwader 77. Sulla base di documenti tedeschi, Bębnik conclude che possono essere confermate tre ondate mattutine e un'ondata più leggera di bombardamenti pomeridiani.
La città venne bombardata con estrema precisione, da bassa quota per l'assenza di difese aeree. Dopo il bombardamento, i tedeschi mitragliarono i civili in fuga. La città venne conquistata dall'esercito tedesco il primo giorno dell'invasione.
In tutto, vennero sganciate sulla città 380 bombe per un totale di 46 000 chilogrammi, colpendo l'ospedale e distruggendo il 70% degli edifici della città, di cui ben il 90% nel centro della città. Altre stime hanno suggerito il 75% di edifici distrutti. Le stime delle vittime variano in modo sostanziale, poiché non esiste un conteggio accurato delle vittime e non è stata effettuata un'analisi completa dei danni fino a dopo la guerra. Le prime stime della Repubblica Popolare di Polonia indicarono un numero di 2169 morti; questa cifra venne rivista ed abbassata. Norman Davies, che ha citato il numero di "1 290 cittadini uccisi", comune nelle ricerche più vecchie, ancora relativamente spesso riportato nei media moderni, ha definito il tasso di vittime "più del doppio di Guernica o di Coventry". Nel 2013, lo storico Piątkowski ha affermato che il numero di vittime confermate è 127 e scrive che la stima di circa 1 200 non è corretta, in quanto rappresenta il numero di vittime in tutto il distretto di Wieluń. Una conclusione simile è stata raggiunta in un rapporto del 2004 dell'Istituto della memoria nazionale, in cui si affermava che, mentre il numero di vittime era probabile nell'intervallo di "diverse centinaia", non ci sono fonti sufficienti per arrivare a un numero definitivo, e solo 127 sono state identificate al di là di ogni dubbio.

## L'obiettivo
Piątkowski scrive che alcuni storici, come Grzegorz Bębnik e Marius Emmerling, descrivono gli attentati come il risultato di ricognizioni o intelligence difettose. Lo storico tedesco Rolf-Dieter Müller scrive che, mentre la città avrebbe potuto non contenere obiettivi militari, i piloti tedeschi la bombardarono a causa della scarsa visibilità, supponendo che fossero presenti obiettivi militari. Diversi resoconti affermano che il comando tedesco aveva ricevuto segnalazioni della possibile presenza di cavalleria polacca della Brigata di cavalleria della Volinia nelle vicinanze della città, e almeno un pilota tedesco descrisse il bombardamento di obiettivi di cavalleria nella città stessa. Tuttavia, altri piloti tedeschi non avevano segnalato la presenza di obiettivi militari. Lo storico tedesco Jochen Böhler scrive che il primo rapporto operativo dello Sturzkampfgeschwader 76 affermava che non c'era stato "nessun avvistamento di nemici", una scoperta confermata dall'Istituto della memoria nazionale della Polonia, che ha concluso che lì non c'erano obiettivi o unità militari polacche in città o nelle vicinanze il 1º settembre o il giorno precedente, come era già stato affermato anche in precedenza da un certo numero di storici.
La maggior parte degli storici concorda sul fatto che la città non conteneva obiettivi di valore militare. Lo storico Timothy Snyder suggerisce che la popolazione civile stessa potrebbe essere stata l'obiettivo principale: "I tedeschi avevano scelto una località priva di importanza militare come luogo di un esperimento letale. Un'aviazione moderna avrebbe potuto terrorizzare una popolazione civile con bombardamenti deliberati?" Questa visione è stata sostenuta anche dagli storici polacchi Tadeusz Olejnik e Bogumił Rudawski. Un'altra opinione di alcuni storici è che la distruzione delle infrastrutture cittadine potrebbe essere stata l'obiettivo delle incursioni, al fine di testare le tattiche e la potenza di fuoco della Luftwaffe, in particolare del nuovo bombardiere Ju 87B. Due settimane prima dell'inizio della guerra, il capo di stato maggiore tedesco Franz Halder menzionò nel suo diario di guerra un piano chiamato "Operazione offensiva della zona di Wieluń". Nei primi giorni di guerra, la Luftwaffe lanciò numerosi altri attacchi nell'area, comprese le piccole città di Działoszyn e Kamieńsk, e produsse fotografie aeree dell'efficacia degli attacchi ad altre città.
Halder ha distinto nel suo diario di guerra tra "attacchi terroristici" e attacchi a obiettivi militari. Lo storico tedesco Hans-Erich Volkmann fa notare che, per la 10ª Armata tedesca, che era il fattore militare critico in questa sezione del fronte, Wieluń non avrebbe avuto alcuna importanza operativa, per non dire strategica, per giustificare il suo bombardamento. Il comandante responsabile della Luftwaffe, Wolfram von Richthofen, avrebbe ordinato personalmente l'attacco. Volkmann, come Böhler, osserva che mentre Richthofen potrebbe non averlo inteso come un "attacco terroristico", aveva scelto Wieluń come obiettivo vicino al confine per testare le capacità e l'efficacia operativa dei suoi bombardieri in picchiata, se possibile senza perdite alla sua stessa forza. Volkmann caratterizza la distruzione di Wieluń come un attacco a un obiettivo non militare e quindi come un crimine di guerra. Ragioni simili per bombardchare una cittadina indifesa sono fornite dallo storico Norman Davies per il bombardamento di Frampol due settimane dopo: "Frampol venne scelta un po' perché era completamente indifesa, un po' perché il suo piano stradale barocco presentava una perfetta griglia geometrica per calcoli e misure".

## Punti di riferimento principali, danneggiati o distrutti
Gli obiettivi distrutti dai bombardamenti tedeschi includevano:
- La Chiesa collegiata di Wieluń, costruita nei secoli XIII-XIV[29][32]
- La sinagoga di Wieluń della metà del XIX secolo[29][32]
- Il chiostro agostiniano di Wieluń del XIV secolo[29][32]
- Un'ala dell'ottocentesco castello di Wieluń[32]
- L'Ospedale di Tutti i Santi di Wieluń, con una chiara insegna sul tetto della Croce Rossa, il cui bombardamento uccise 32 persone, inclusi 26 pazienti[7]
- Le mura della città di Wieluń del XV secolo, gravemente danneggiate[17]
- Più di una dozzina di case storiche del XVIII e dell'inizio del XIX secolo[29][32]

Il municipio, con la sua Porta di Cracovia del XIV secolo, sopravvisse quando una bomba rimase conficcata nel tetto e non esplose.

## Memoria
Il primo studio accademico sull'attentato venne eseguito nel 1961 da Barbara Bojarska, sulla base delle sue interviste con 14 testimoni polacchi.
L'attacco a Wieluń è stato commemorato da diversi presidenti polacchi. Nel 2004 il presidente Aleksander Kwaśniewski svelò un monumento ai residenti caduti della città, affermando che "qui è stata condotta una guerra totale, senza distinzione tra civili e militari, con l'obiettivo dello sterminio di massa". Nel 2009 il presidente Lech Kaczyński lo visitò, sottolineando che "Wieluń è un simbolo della guerra totale". Nel 2017 il presidente Andrzej Duda lo visitò e "ricorda [ndr] al mondo che la guerra è iniziata in Polonia, alla Westerplatte, ma che nei primi giorni le perdite maggiori sono state sostenute dai civili, e che la Germania nazista ha commesso atrocità nel bombardamento di popolazioni innocenti."
Il bombardamento di Wieluń fa parte di una mostra al Militärhistorisches Museum der Bundeswehr di Dresda.

## Tentativi di procedimento penale
Due tentativi, nel 1978 e nel 1983, di perseguire individui per il bombardamento dell'ospedale di Wieluń vennero respinti dai giudici della Germania Ovest quando i pubblici ministeri affermarono che, nella nebbia mattutina, i piloti non erano stati in grado di distinguere la natura della struttura.